# آی‌ای‌آر-۸۲۲
آی‌ای‌آر-۸۲۲ (به انگلیسی: IAR-822) یک هواپیمای ساختِ کارخانهٔ ایندوستریا آئروناتیکا رومانا در کشور رومانی است. نخستین استفاده‌کنندهٔ این هواپیما Romanian Utilitary Aviation بوده‌است. این هواپیما در ۲۰ مارس ۱۹۷۰ میلادی نخستین پرواز خود را انجام داد.